# David Fischer
Pour les articles homonymes, voir Fischer.
David Fischer  (né le 19 février 1988 à Apple Valley, Minnesota, États-Unis) est un joueur de hockey évoluant avec l'équipe de hockey de Klagenfurt, en Autriche.

## Carrière de joueur
Il a été repêché au premier tour par les Canadiens de Montréal lors du repêchage d'entrée dans la LNH 2006, à la 20e position au total. L'année d'après, il se joint au Golden Gophers du Minnesota, dans la NCAA. Il joua avec cette équipe de 2006 à 2010, où il récolta 38 points en trois saisons. L'année suivante, il se joignit au Everblades de la Floride, dans l'ECHL. Il récolta une belle saison de 29 points en 64 matchs, sa meilleure saison. L'année suivante, il réalisa sa meilleure saison en carrière avec 50 points en 65 matchs. Il a même joué 2 parties avec les Aeros de Houston, dans la LAH. L'année d'après, il quitta l'Amérique du Nord pour la 2. Bundesliga, en Allemagne. Il réalisa 25 points en 46 matchs. Ce fut assez bien pour monter dans la première division Allemande de hockey, la DEL. L'année d'après, il joignit les rangs des Pinguine de Krefeld. Durant sa première saison, il réalisa un total de 22 points en 38 parties.

## Statistiques
| Saison    | Équipe                      | Ligue         |    | Saison régulière | Saison régulière | Saison régulière | Saison régulière | Saison régulière |   | Séries éliminatoires | Séries éliminatoires | Séries éliminatoires | Séries éliminatoires | Séries éliminatoires |
| Saison    | Équipe                      | Ligue         | PJ | B                | A                | Pts              | Pun              | PJ               | B | A                    | Pts                  | Pun                  |                      |                      |
| 2006-2007 | Golden Gophers du Minnesota | NCAA          | 42 | 0                | 5                | 5                | 14               | -                | - | -                    | -                    | -                    |                      |                      |
| 2007-2008 | Golden Gophers du Minnesota | NCAA          | 45 | 2                | 12               | 14               | 18               | -                | - | -                    | -                    | -                    |                      |                      |
| 2008-2009 | Golden Gophers du Minnesota | NCAA          | 31 | 2                | 11               | 13               | 16               | -                | - | -                    | -                    | -                    |                      |                      |
| 2009-2010 | Golden Gophers du Minnesota | NCAA          | 39 | 2                | 4                | 6                | 28               | -                | - | -                    | -                    | -                    |                      |                      |
| 2010-2011 | Everblades de la Floride    | ECHL          | 64 | 3                | 26               | 29               | 43               | 4                | 0 | 0                    | 0                    | 2                    |                      |                      |
| 2011-2012 | Everblades de la Floride    | ECHL          | 65 | 6                | 44               | 50               | 60               | 13               | 3 | 9                    | 12                   | 6                    |                      |                      |
| 2011-2012 | Aeros de Houston            | LAH           | 2  | 0                | 0                | 0                | 0                | -                | - | -                    | -                    | -                    |                      |                      |
| 2012-2013 | Heilbronner Falken          | 2. Bundesliga | 46 | 7                | 18               | 25               | 40               | 5                | 0 | 1                    | 1                    | 2                    |                      |                      |
| 2013-2014 | Krefeld Pinguine            | DEL           | 38 | 6                | 16               | 22               | 26               | 4                | 2 | 3                    | 5                    | 4                    |                      |                      |
| 2014-2015 | Krefeld Pinguine            | DEL           | 44 | 1                | 19               | 20               | 48               | 3                | 0 | 0                    | 0                    | 8                    |                      |                      |
| 2015-2016 | Krefeld Pinguine            | DEL           | 49 | 2                | 18               | 20               | 70               | -                | - | -                    | -                    | -                    |                      |                      |
| 2016-2017 | EC Klagenfurt AC            | EBEL          | 48 | 13               | 20               | 33               | 43               | 13               | 1 | 10                   | 11                   | 4                    |                      |                      |
| 2017-2018 | EC Klagenfurt AC            | EBEL          | 51 | 6                | 17               | 23               | 34               | 6                | 1 | 1                    | 2                    | 6                    |                      |                      |
| 2018-2019 | EC Klagenfurt AC            | EBEL          | 54 | 5                | 25               | 30               | 52               | -                | - | -                    | -                    | -                    |                      |                      |
| 2019-2020 | EC Klagenfurt AC            | EBEL          | 45 | 3                | 17               | 20               | 30               | -                | - | -                    | -                    | -                    |                      |                      |